# Десант у Ліїнахамарі
Десант у Ліїнахамарі — радянський морський тактичний десант, що відбувся 12-14 жовтня 1944 року, здійснений Північним флотом при проведенні Петсамо-Кіркенеської операції нацистсько-радянської війни. 14 жовтня околиці порту та важливі дороги вздовж узбережжя були очищені від сил противника, 15 жовтня штурмом зайнято Петсамо (сучасна Печенга).

## Планування та підготовка операції
Для нацистської Німеччини порт Ліїнахамарі був головною базою для вивезення нікелю з стратегічно важливих в воєнних умовах родовищ біля міста Петсамо, в тому ж порту містилася одна з найважніших військово-морських баз крігсмаріне на узбережжі Баренцового моря.
Німецька військово-морська база відігравала важливу роль у боротьбі з радянським Північним флотом та арктичними конвоями союзників до радянських портів; знаходилася на передовій лінії оборони зайнятої нацистами Норвегії від наступаючих червоноармійських сил.
В районі фьорду Петсамовуоно нацистами було створено потужний оборонний рубіж, метою якого було захищати порт та гавань Ліїнахамарі. Глибоководний вузький вхід до фіорду оточували високі скелясті береги, нацистські сили оточили вхід до нього артилерією та кулеметами, котрі створювали тришарову оборону, в глибині затоки — п'ятишарова; від входу у фіорд до порту відстань складала 18 миль. Загалом система оборони Ліїнахамарі та затоки нараховувала 4 берегові батареї 150-мм та 210-мм гармат, 20 батарей 88-мм зенітних гармат протиповітряної оборони, котрі були переобладнані для ведення стрільби по морських та наземних цілях. Сторожові позиції до входу в затоку зайняла батарея на мисі Рістініємі — чотири 150-мм гармати, котра тримала під обстрілом усю затоку Петсамовуоно та гавань порту Ліїнахамарі; поруч розміщалася батарея з чотирьох 88-мм гармат, в самому порту на причалі обладнано залізобетонні доти з броньованими ковпаками.
Першопочатково десантна операція при плануванні наступу в Заполяр'ї не передбачалася, силами флоту велося ретельне розвідування місцевості. Однак, отримавши після початку наступу повідомлення командуючого Карельського фронту маршала СРСР Кирила Мерецкова про спішне відходження німецької 20-ї гірської армії (командир — генерал-полковник Лотар Рендуліч); у повідомленні зазначалося про бажаність участі радянського флоту в зриві планомірності нацистського наступу. Командуючий флотом пропонує провести висадку в добре укріплений важливий порт Ліїнахамарі, який був добре розвіданий радянською розвідкою. Задум операції полягав у захопленні двох батарей на мисі Рістініємі, після чого морський десант мав вночі висадитися в порту Ліїнахамарі; особливу увагу при цьому пропонувалося звернути на підготовку командирів катерів розвідки. Задля цього командуючий Північним флотом адмірал Арсеній Головко особисто проводив спеціальні наради з командирами катерів; він же здійснював загальне керівництво операцією.

## Захоплення батарей на мисі Рістініємі
Операцію по захопленні батарей на мисі Рістініємі здійснювали розвідувальний загін Північного оборонного загону — командував майор Іван Барченко-Ємельянов, та 181-й особливий загін спеціального призначення Північного флоту, командир — лейтенант Віктор Леонов; загалом 195 бійців. Через безперервне нацистське спостереження за акваторією, десантні загони з 3-х торпедних катерів були висаджені ще 9 жовтня в затоці Пунайнен-лахт, за десятки кілометрів від запланованої цілі; було здійснено піший перехід, при цьому дотримувалося ретельне світломаскування.
12 жовтня 181-й особливий загін після короткого бою заволодів батареєю 88-мм гармат. Розвідувальний загін Північного флоту зміг блокувати батарею 150-мм гармат та вступив у довготривалий бій з артилеристами, радянська артилерія з аеродрому Пумманкі здійснювала бомбово-штурмову підмогу, також з Іл-2 територія батареї закидувалася гранульованим фосфором; батарея в часі прориву катерів з десантом відкрити вогонь не змогла, згодом нацисти самі підірвали батарейні гармати.
Вранці 13 жовтня радянські морські сили доставляють на мис посилену розвідувальну роту — зі складу 63-ї морської стрілецької бригади; по цьому 63 вцілілих німецьких вояків зі складу гарнізону здалися, втрати радянського загону склали вбитими та пораненими 53 чоловік.

## Десантування в порт та бойові дії на березі
Спроба катерів з десантом пробитися планувалася на вечір 12 жовтня, вихідним місцем для переходу десанту був півострів Рибачий. Особистий склад десанту комплектувався з бійців 349-го окремого кулеметного батальйону, 125-го полку морської піхоти та добровольців — загалом 660 вояків; командир десантного загону — керівник кулеметного батальйону майор І. А. Тимофеєв. В передовому загоні, що мав здійснювати прорив, було 2 торпедні катери (командував керівник загону 1-ї бригади торпедних катерів капітан-лейтенант Олександр Шабалін). 5 торпедних катерів були в першому ешелоні десанту (капітан 2-го рангу Сергій Коршунович), у другому ешелоні — 6 сторожових катерів та 1 торпедний (капітан 3-го рангу Сергій Зюзін). Кожен загін рухався з часовим проміжком 7 хвилин після попереднього, для кращої прихованості руху мотори усіх катерів було обладнано на підводне відведення газовикидів, при цьому значно зменшувався шум від роботи мотора.
Наближення противником катерів відбулося приблизно за 20-30 кабельтових від входу до затоки, вмикає прожектори, розпочинається потужний загороджувальний артилерійський вогонь. Катери на найбільшій можливій швидкості із виставленням димових завіс стрімко долають відтинок загороджувального водню та увірвалися у води фіорду. Катери не знижуючи швидкості подолали вузький фіорд з нависаючими скелястими берегами та увірвалися в гавань. Підхід до причалів та висадка десантних груп відбувався під кулеметним та мінометним вогнем, німецькі сили встигли зруйнувати причал, десантування відбулося в запланованих місцях, однак 2 катери через втрату орієнтування висадили бійців в стороні від наміченого, через що вони не брали участі в бою. Загалом трьома ешелонами десантування від 23-ї до 24-ї години 12 жовтня було висаджено 552 бійці, надзвичайно сильний німецький вогонь не давав можливості катерам здійснювати вогневу підтримку, через що вони після десантування відразу покидали гавань. Головні десантні сили висаджувалися на причали, менша кількість на берегах фіорду — для захоплення берегових батарей.
В запеклому нічному бою, котрий часто переходив в рукопашні атаки, до світанку 13 жовтня порт цілком перейшов під радянський контроль. Проте частина важливих пунктів навколо Ліїнахамарі залишилася під контролем противника, звідти він весь день здійснював упертий опір та проводив контратаки. Допомоговий вогонь десанту здійснювала флотська артилерія з півострова Середній, задіяна була також авіація. Протягом дня боїв вдалося придушити вогонь багатьох німецьких опорних пунктів, ввечері 13 жовтня радянські сили переходять в наступ. Уночі та ранком 14 жовтня в Ліїнахамарі перекидаються значне підкріплення — частини Північного флоту та сухопутні підрозділи. Протягом бойових дій цього дня околиці порту та важливі дороги вздовж узбережжя перейшли під радянський контроль; 15 жовтня штурмом зайнято місто Петсамо (Печенга).

## Значення десанту та вшанування
Зайняття радянськими силами порту Ліїнахамарі позбавило німецькі сили можливості здійснити евакуацію морем та мало важливе значення для подальшого забезпечення наступу силами Карельського флоту та Північного фронту. Порт було перетворено в головний пункт постачання армії, Північний флот отримав важливу базу в Варагнер-форді.
Значна кількість учасників десанту були нагороджені радянськими бойовими орденами та медалями. Герой Радянського Союзу Олексій Шабалін став Двічі Героєм, звання Героїв присвоєно командирам катерів Сергію Зюзіну та Сергію Коршуновичу, також майор Барченко-Ємельянов, лейтенант Віктор Леонов, розвідники Семен Агафонов та Андрій Пшеничних, 18-річний Микола Казаков нагороджений орденом Червоної Зірки.